# St. Mauritius (Marisfeld)

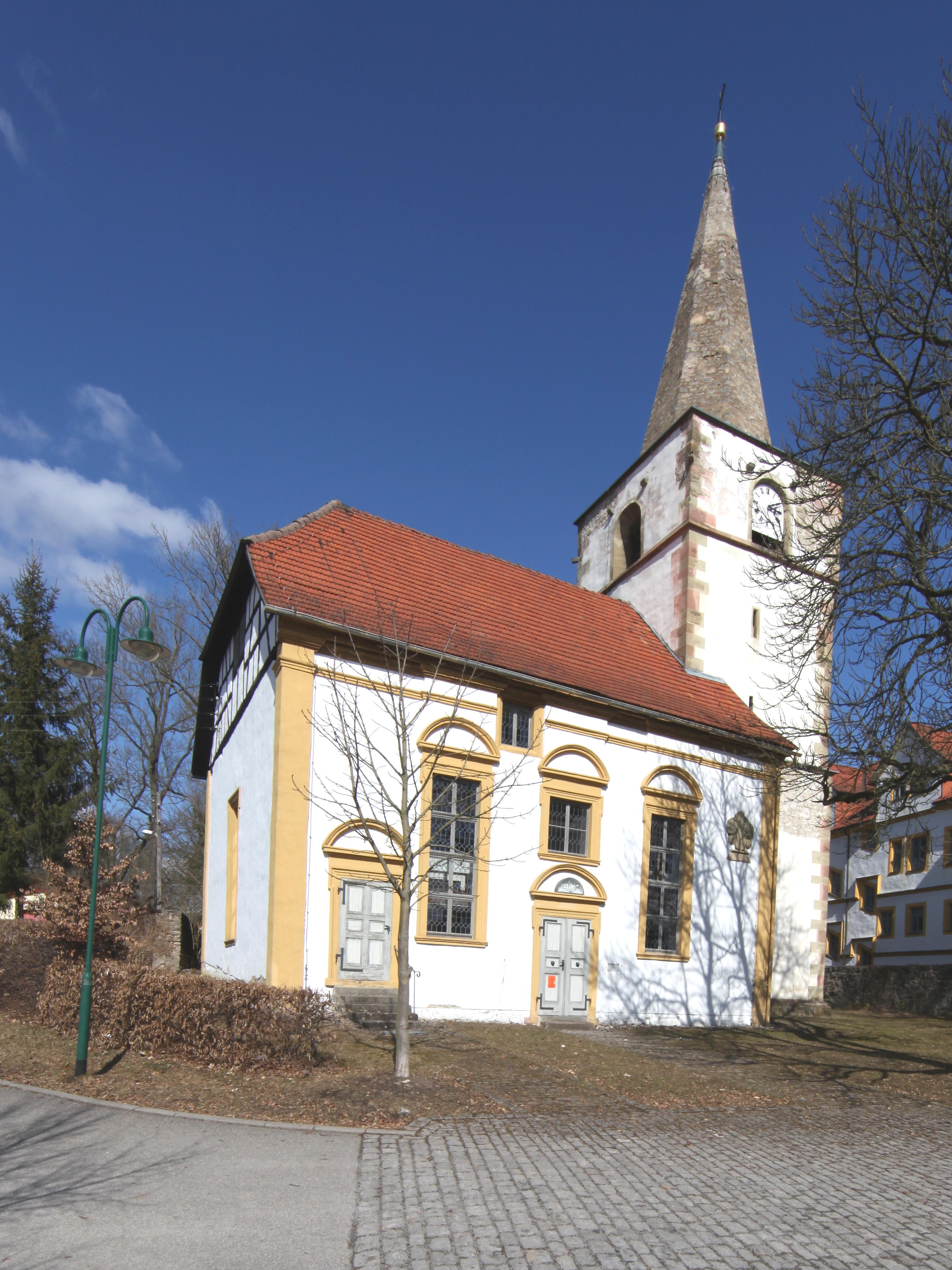
Die Kirche

Die evangelische Kirche St. Mauritius ist die Dorfkirche der Gemeinde Marisfeld im Landkreis Hildburghausen, im fränkisch geprägten Süden des Freistaates Thüringen. Sie steht im Zentrum des Dorfes direkt neben dem Schloss nebst Schlosspark und ist dem heiligen Mauritius gewidmet.

## Geschichte
Die erste Erwähnung der Kirche stammt von 1150. Bauherren waren wahrscheinlich die Herren von Schmeheim oder die Marschalk von Marisfeld, welche zu dieser Zeit im Ort begütert waren. Der Chorturm der Kirche wurde im Jahre 1497 errichtet.
Bemerkenswert sind die alten Glocken der Kirche. Die größte Glocke wurde 1498 gegossen. Sie weist als Inschrift die Namen der vier Evangelisten Matthäus, Markus, Lukas und Johannes auf, sowie die Inschrift „Christe cum tua pace. Maritius Patronus. A. Dom. MCCCCLXXXXVIII“ („Christus sei mit deinem Frieden. Mauritius ist der Patron dieser Kirche. 1498.“) Die Laurenzer genannte Glocke soll aus der Laurentiuskapelle, einem ehemaligen Wallfahrtsort auf der Silbachskuppe zwischen den benachbarten Orten Schmeheim, Dillstädt und Dietzhausen, stammen. Eine volkstümliche Sage berichtet, die alte Glocke der Laurentiuskapelle sei von einem Hirten entdeckt und ausgegraben worden. Nachdem die Glocke auf einen Wagen verladen wurde, soll dieser von einem blinden Pferd gezogen worden sein, welches darüber entschied, welche Gemeinde die Glocke bekommen sollte. Die zweite Glocke stammt aus dem Jahr 1496 und trägt ebenfalls eine lateinische Inschrift. Das Gussjahr der kleinsten Glocke ist nicht bekannt.
1539 wurde das Dorf geistlich selbstständig. Bis dahin wurden die Gläubigen von Mönchen aus dem Kloster Veßra betreut. 1557 wurde ein eigenes Pfarrhaus errichtet, welches noch heute erhalten ist.
Um 1711 erfolgte ein weitestgehender Umbau des Gotteshauses im barocken Stil. Die Orgel aus dem Jahr 1719 ist ein Werk des Orgelbauers Nicolaus Seeber aus Römhild. Den kunstvollen Orgelprospekt fertigte Bildhauer Hans Justus Leib aus Streufdorf an. Zwei geschnitzte Engel mit Wappen weisen auf den Marschalk von Ostheim und die Herren von Bibra hin, welche wahrscheinlich die Stifter waren.
Heute lebt im Turm eine Fledermauskolonie.

## Architektur und Ausstattung

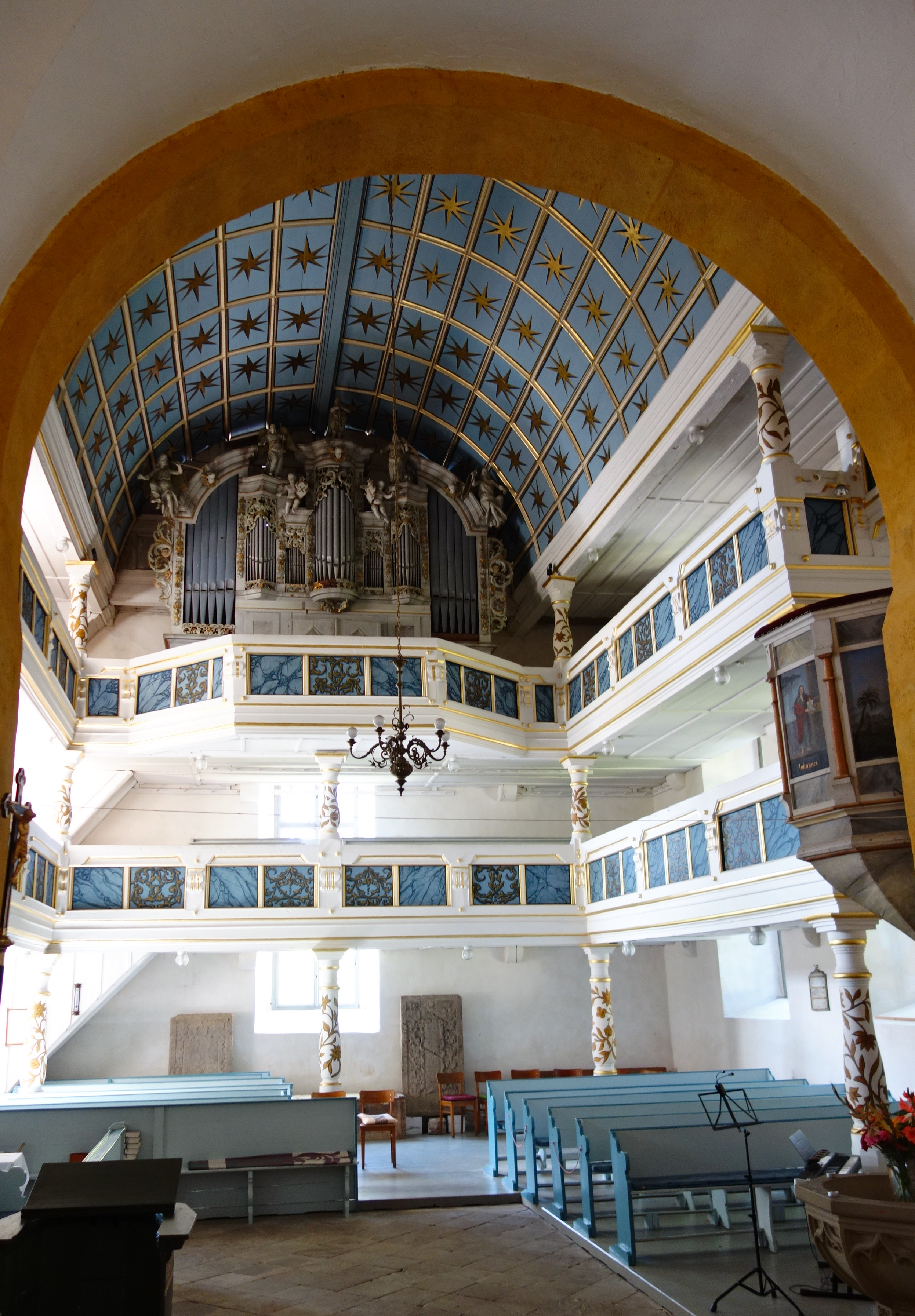
Blick auf die Orgelempore

Die denkmalgeschützte  St.-Mauritius-Kirche ist eine befestigte Wehrkirche. Der massive quadratische Chorturm weist sieben Schießscharten auf. Ein Umgang befindet sich in etwa 20 Meter Höhe. Über diesem beginnt der achteckige, steinerne Pyramidenhelm. Im Unterbau des Turmes ist der Chorraum, der von einem flachen Kreuzgewölbe überspannt wird. Dort steht ein schlichter Altar unter einem bemalten Glasfenster auf der Ostseite, welches die Kreuzigungsszene zeigt und 1885 in der Werkstatt der Münchner Gebrüder Burkhardt entstand. Auf der Südseite befindet sich ein gotisches Fenster und an der Nordseite steht die Sakristei.
Das Kirchenschiff hingegen ist im Barockstil errichtet. Im hinteren Teil findet sich auch die für die Region typische Fachwerkbauweise.
Diese Emporenkirche ist ein Grenzfall von Pseudobasilika und Saalkirche, die Deckenlandschaft zeigt eine Gliederung in ein tonnengewölbtes Mittelschiff und flachgedeckte Seitenschiffe, aber die Stützen, die die hölzernen Emporen in zwei Etagen und die Decke tragen, finden sich nur an den Enden der Emporen. Die ;ittelschiffstonne ist kassettiert und mit goldenen Stenen auf blauem Hintergrund geschmückt. Auch die Brüstungen der Emporen haben blau bemalte Schmuckfelder. Alle Decken in den Seitenschiffen sind schlicht gehalten, die runden Holzpfeiler aber in allen Etagen mit barocken Schnitzereien geschmückt.
Die einmanualige Schleifladenorgel errichtete 1719 der Orgelbauer Nicolaus Seeber. Sie befindet sich auf einer Empore im hinteren Teil des Schiffes. Ein flaches, quadratisch gerastertes blaues Tonnengewölbe aus Holz mit goldenen Verzierungen bildet die Decke.